# Calomera littoralis
Calomera littoralis Fabricius, 1787 è un coleottero carabide della sottofamiglia Cicindelinae, ampiamente diffuso in Europa, Nord Africa e Asia.

## Descrizione
È una cicindela lunga 13–17 mm. Il pronoto è scuro, con riflessi metallici blu, verdi, e rossi. La colorazione delle elitre è estremamente variabile, dal verde al bronzo, dal nero al blu. La sutura elitrale talora è di un rosso porpora pronunciato o più semplicemente di una tonalità bronzea differente dal resto delle elitre. Il disegno è anch'esso estremamente variabile: le lunule omerali sono in genere intere, la fascia mediale è spezzata in più tacche a geometria variabile, qualche volta puntiformi, la lunula apicale è spesso sottile e interrotta. Le zampe sono ricoperte di peli bianchi e lunghi.

## Biologia

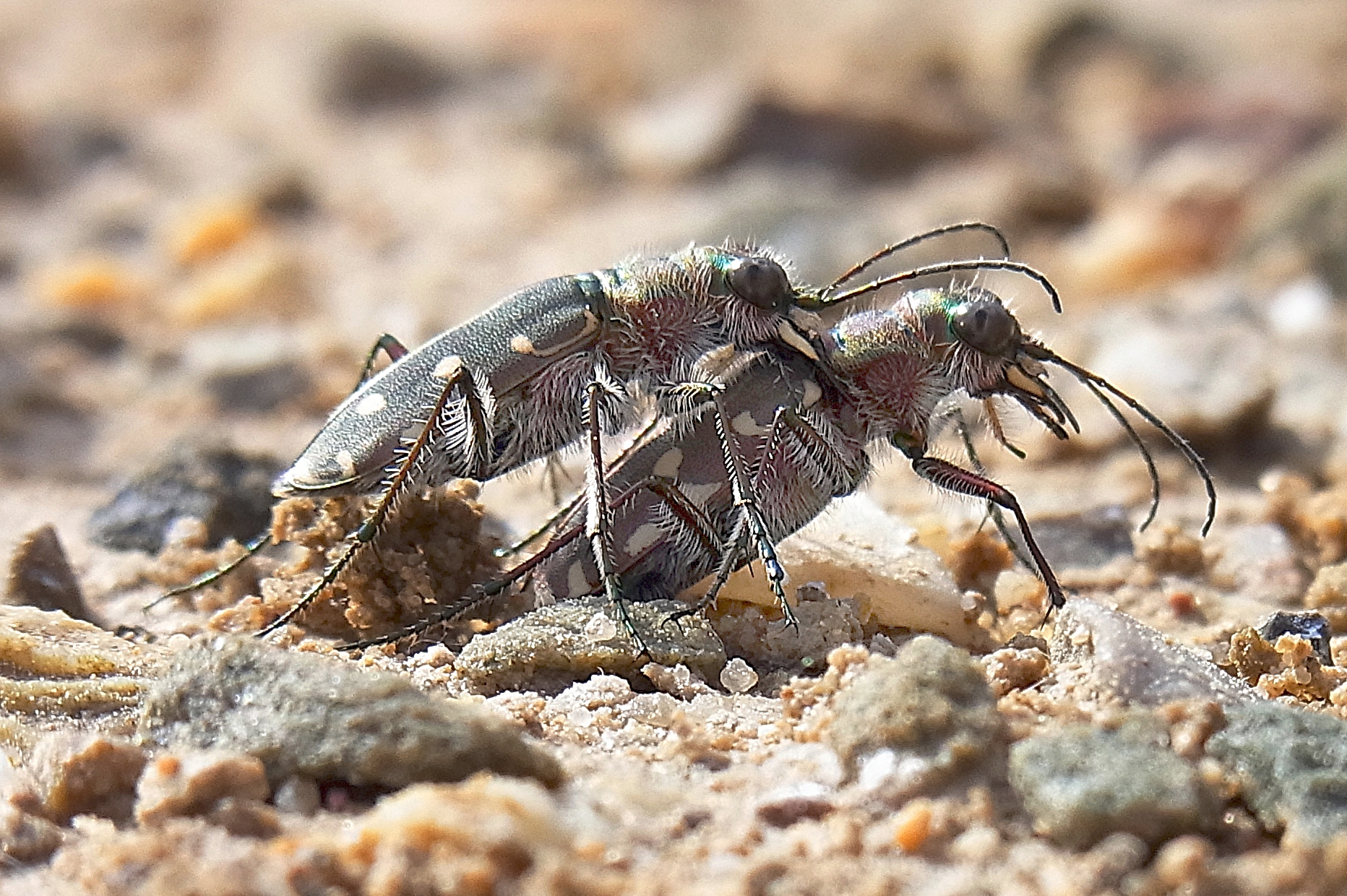
Copula

Sono predatori voraci, ottimi volatori.
Sono attivi da marzo ad ottobre, durante le ore più calde della giornata. La notte cercano riparo sotto la sabbia del retroduna.
La modalità di accoppiamento è quella caratteristica della gran parte delle cicindeline: il maschio afferra la femmina con le mandibole, grazie anche a degli speciali solchi o fossette che questa presenta sul mesepisterno, immobilizzandola e restando in questa posizione per lunghi periodi, in cui alternano le copule vere e proprie a momenti di riposo.

## Tassonomia
Comprende le seguenti sottospecie:
- Calomera littoralis littoralis s.str.
- Calomera littoralis afghana Mandl, 1955
- Calomera littoralis aulicoides J.Sahlberg, 1913
- Calomera littoralis conjunctaepustulata Dokhtouroff, 1887
- Calomera littoralis fiorii Grandi, 1906
- Calomera littoralis mandli Mandl, 1967
- Calomera littoralis mongolensis (Mandl, 1981)
- Calomera littoralis nemoralis Olivier, 1790
- Calomera littoralis peipingensis Mandl, 1934
- Calomera littoralis quadripunctata P.Rossi, 1790
- Calomera littoralis reductemaculata Mandl, 1934
- Calomera littoralis winkleri Mandl, 1934

## Distribuzione e habitat
La specie ha un areale molto vasto che comprende l'Europa (Portogallo, Spagna, Francia, Austria, Italia, Bosnia ed Erzegovina, Croazia, Albania, Grecia, Cipro, Slovacchia, Repubblica Ceca, Bulgaria, Ungheria, Romania, Georgia,  Ucraina, Russia), il Nord Africa (Marocco, Algeria, Tunisia, Libia, Egitto) e l'Asia (Turchia, Armenia, Libano, Siria, Israele, Giordania, Arabia Saudita, Iran, Iraq, Kirghizistan, Kazakistan, Tagikistan, Turkmenistan, Uzbekistan, Afghanistan, Pakistan, Mongolia e le regioni cinesi Gansu e Tianjin).

La sottospecie nominale, C. littoralis littoralis, è diffusa in Nord Africa, nella penisola iberica, nelle isole Baleari, e lungo la costa atlantica del nord-est della Francia.
In Italia sono presenti la sottospecie C. littoralis nemoralis, comune nelle aree costiere di tutta la penisola e in Sicilia, e la C. littoralis fiorii, endemica della Sardegna.
Popolano le aree sabbiose nella immediata vicinanza delle spiagge.